# Bahariasaurus ingens
Bahariasaurus (il cui nome significa "lucertola di Bahariya") è un genere estinto di dinosauro teropode di incerta classificazione vissuto nel Cretaceo superiore, nel Cenomaniano, circa 95 milioni di anni fa, nella moderna Formazione Bahariya, presso El-Waha el-Bahariya o Bahariya (in arabo: الواحة البحرية, che significa "oasi del nord"), un'oasi in Egitto, e nei Kem Kem Beds, in Nord Africa. L'unica specie ascritta a questo genere è B. ingens, che doveva essere uno dei più grandi teropodi mai vissuti, con dimensioni comparabili a dinosauri come Tyrannosaurus e il contemporaneo Carcharodontosaurus.

## Storia della scoperta
Purtroppo, l'olotipo di Bahariasaurus, scoperto e descritto da Ernst Stromer, nel 1934, andò distrutto durante la Seconda Guerra Mondiale. L'olotipo comprendeva, tra le altre cose, una gigantesca anca di 1,2 metri di lunghezza, ma ora tutto ciò che rimane di questo dinosauro sono le descrizioni e i disegni dei resti.

## Descrizione
Bahariasaurus era un teropode di notevoli dimensioni, con stime che suggeriscono dimensioni paragonabili a quelle di altri grandi teropodi come Tyrannosaurus e il contemporaneo Carcharodontosaurus. Le stime variano tra gli 11 e i 12,2 metri di lunghezza per un peso di 4-4,6 tonnellate.
Bahariasaurus è noto solo da materiale postcranico. I due centri vertebrali dorsali posteriori sono circa il 157% e il 189% più lunghi che alti e circa l'82% e il 95% più larghi che alti. Tutti i sacrali conservati hanno un pleurocele allungato longitudinalmente e un solco mediano ventrale, caratteri sconosciuti in tutti i ceratosauri. L'ultima vertebra sacrale nota di Bahariasaurus implica che non ci fosse una maggiore fusione delle vertebre successive.

## Classificazione
La classificazione esatta di Bahariasaurus è tuttora incerta: nel corso degli anni e degli studi, l'animale è stato assegnato a vari gruppi di teropodi, tra cui Carcharodontosauridae e Tyrannosauroidea.

### Relazione conDeltadromeus
Un suo potenziale sinonimo è il teropode Deltadromeus, un altro dinosauro predatore vissuto in Nord Africa nel Cretaceo superiore, inizialmente classificato come un grande ceratosauro, e oggi generalmente ritenuto un Neovenatoridae. Tuttavia, per stabilire il grado di parentela tra i due e definire una sinonimia, sarebbero necessari ulteriori esemplari di entrambi i generi.
Bahariasaurus, comunque, doveva essere uno dei superpredatori del proprio ambiente (lunghezza stimata fino a 12 metri), insieme a Carcharodontosaurus e Spinosaurus, ma stranamente era di costituzione piuttosto leggera, forse intorno alle 5 tonnellate. Per lungo tempo, questo animale è stato «rimbalzato» da una classificazione all'altra, venendo paragonato a megalosauridi, allosauridi, tirannosauridi e perfino agli ornitomimidi («dinosauri struzzo»).
Nel 2016, la descrizione e l'analisi del megaraptora Aoniraptor ha portato i paleontologi a ipotizzare che Bahariasaurus, insieme ad Aoniraptor e Deltadromeus, facesse parte di un nuovo clade ancora poco conosciuto, distinto dai Megaraptoridae, chiamato Bahariasauridae. Nel 2020, Ibrahim e colleghi hanno riconosciuto le somiglianze tra Bahariasurus e Deltadromeus, ma hanno ritenuto improbabile che il secondo fosse un esemplare del primo, a causa delle differenze osservate nelle ossa pelviche. Hanno inoltre considerato Bahariasaurus come un nomen dubium, senza ulteriori spiegazioni.
Nel 2024, Andrea Cau pubblicò un quadro filogenetico completo dei teropodi, utilizzato per identificare esemplari immaturi di altri taxa. Nella sua analisi, Cau incluse l'olotipo di Bahariasaurus, recuperandolo all'interno del clade di ceratosauri Abelisauroidea, in una politomia che includeva anche Deltadromeus. L'anno successivo, Cau e Paterna utilizzarono una versione aggiornata di questo set di dati per rianalizzare le relazioni tra Bahariasaurus, Deltadromeus e altri teropodi del Cretaceo nordafricano. Determinarono che la variazione osservata tra gli esemplari di Deltadromeus e Bahariasaurus fosse il risultato di una variazione individuale e ontogenetica, dato che il primo è noto da resti immaturi. Inoltre, reidentificarono l'esemplare SNSB-BSPG1912VIII82, in precedenza riconosciuto erroneamente come un pube di teropode indeterminato da Stromer nella sua descrizione originale di Bahariasaurus, come un ischio completo. Gli autori notarono caratteri anatomici condivisi tra questo osso e gli ischi meno completi degli olotipi di entrambi i generi, rafforzando così la loro argomentazione. Pertanto, conclusero che Deltadromeus dovrebbe essere considerato un sinonimo junior di Bahariasaurus. I risultati della loro analisi filogenetica sono riassunti nel cladogramma sottostante, con Bahariasaurus (incluso Deltadromeus) indicato nel cosiddetto «clade abelisauroide 1».
|  | PRC-NF-1-21 (taxon di grandi dimensioni dalla formazione Cabao) |
|  |                                                                 |
|  | Kiyacursor                                                      |
|  |                                                                 |

|  | Ligabueino                                            |
|  |                                                       |
|  | Berthasaura                                           |
|  |                                                       |
|  | MNN TIG6 (esemplare di riferimento di Spinostropheus) |
|  |                                                       |
|  | Taxon della Formazione Angeac-Charente                |
|  |                                                       |
|  | Limusaurus                                            |
|  |                                                       |
|  | Bahariasaurus (incluso Deltadromeus)                  |
|  |                                                       |

|  | Vespersaurus |
|  |              |
|  | Afromimus    |
|  |              |

|  | Velocisaurus  |
|  |               |
|  | Masiakasaurus |
|  |               |

|  | Abelisauridae |
|  |               |

|  | Velocisaurus  |
|  |               |
|  | Masiakasaurus |
|  |               |

|  | Abelisauridae |
|  |               |

|  | Vespersaurus |
|  |              |
|  | Afromimus    |
|  |              |

|  | Velocisaurus  |
|  |               |
|  | Masiakasaurus |
|  |               |

|  | Abelisauridae |
|  |               |

|  | Velocisaurus  |
|  |               |
|  | Masiakasaurus |
|  |               |

|  | Abelisauridae |
|  |               |

|  | Ligabueino                                            |
|  |                                                       |
|  | Berthasaura                                           |
|  |                                                       |
|  | MNN TIG6 (esemplare di riferimento di Spinostropheus) |
|  |                                                       |
|  | Taxon della Formazione Angeac-Charente                |
|  |                                                       |
|  | Limusaurus                                            |
|  |                                                       |
|  | Bahariasaurus (incluso Deltadromeus)                  |
|  |                                                       |

|  | Vespersaurus |
|  |              |
|  | Afromimus    |
|  |              |

|  | Velocisaurus  |
|  |               |
|  | Masiakasaurus |
|  |               |

|  | Abelisauridae |
|  |               |

|  | Velocisaurus  |
|  |               |
|  | Masiakasaurus |
|  |               |

|  | Abelisauridae |
|  |               |

|  | Vespersaurus |
|  |              |
|  | Afromimus    |
|  |              |

|  | Velocisaurus  |
|  |               |
|  | Masiakasaurus |
|  |               |

|  | Abelisauridae |
|  |               |

|  | Velocisaurus  |
|  |               |
|  | Masiakasaurus |
|  |               |

|  | Abelisauridae |
|  |               |

|  | Ligabueino                                            |
|  |                                                       |
|  | Berthasaura                                           |
|  |                                                       |
|  | MNN TIG6 (esemplare di riferimento di Spinostropheus) |
|  |                                                       |
|  | Taxon della Formazione Angeac-Charente                |
|  |                                                       |
|  | Limusaurus                                            |
|  |                                                       |
|  | Bahariasaurus (incluso Deltadromeus)                  |
|  |                                                       |

|  | Vespersaurus |
|  |              |
|  | Afromimus    |
|  |              |

|  | Velocisaurus  |
|  |               |
|  | Masiakasaurus |
|  |               |

|  | Abelisauridae |
|  |               |

|  | Velocisaurus  |
|  |               |
|  | Masiakasaurus |
|  |               |

|  | Abelisauridae |
|  |               |

|  | Vespersaurus |
|  |              |
|  | Afromimus    |
|  |              |

|  | Velocisaurus  |
|  |               |
|  | Masiakasaurus |
|  |               |

|  | Abelisauridae |
|  |               |

|  | Velocisaurus  |
|  |               |
|  | Masiakasaurus |
|  |               |

|  | Abelisauridae |
|  |               |

|  | Ligabueino                                            |
|  |                                                       |
|  | Berthasaura                                           |
|  |                                                       |
|  | MNN TIG6 (esemplare di riferimento di Spinostropheus) |
|  |                                                       |
|  | Taxon della Formazione Angeac-Charente                |
|  |                                                       |
|  | Limusaurus                                            |
|  |                                                       |
|  | Bahariasaurus (incluso Deltadromeus)                  |
|  |                                                       |

|  | Vespersaurus |
|  |              |
|  | Afromimus    |
|  |              |

|  | Velocisaurus  |
|  |               |
|  | Masiakasaurus |
|  |               |

|  | Abelisauridae |
|  |               |

|  | Velocisaurus  |
|  |               |
|  | Masiakasaurus |
|  |               |

|  | Abelisauridae |
|  |               |

|  | Vespersaurus |
|  |              |
|  | Afromimus    |
|  |              |

|  | Velocisaurus  |
|  |               |
|  | Masiakasaurus |
|  |               |

|  | Abelisauridae |
|  |               |

|  | Velocisaurus  |
|  |               |
|  | Masiakasaurus |
|  |               |

|  | Abelisauridae |
|  |               |

|  | Ligabueino                                            |
|  |                                                       |
|  | Berthasaura                                           |
|  |                                                       |
|  | MNN TIG6 (esemplare di riferimento di Spinostropheus) |
|  |                                                       |
|  | Taxon della Formazione Angeac-Charente                |
|  |                                                       |
|  | Limusaurus                                            |
|  |                                                       |
|  | Bahariasaurus (incluso Deltadromeus)                  |
|  |                                                       |

|  | Vespersaurus |
|  |              |
|  | Afromimus    |
|  |              |

|  | Velocisaurus  |
|  |               |
|  | Masiakasaurus |
|  |               |

|  | Abelisauridae |
|  |               |

|  | Velocisaurus  |
|  |               |
|  | Masiakasaurus |
|  |               |

|  | Abelisauridae |
|  |               |

|  | Vespersaurus |
|  |              |
|  | Afromimus    |
|  |              |

|  | Velocisaurus  |
|  |               |
|  | Masiakasaurus |
|  |               |

|  | Abelisauridae |
|  |               |

|  | Velocisaurus  |
|  |               |
|  | Masiakasaurus |
|  |               |

|  | Abelisauridae |
|  |               |

|  | Ligabueino                                            |
|  |                                                       |
|  | Berthasaura                                           |
|  |                                                       |
|  | MNN TIG6 (esemplare di riferimento di Spinostropheus) |
|  |                                                       |
|  | Taxon della Formazione Angeac-Charente                |
|  |                                                       |
|  | Limusaurus                                            |
|  |                                                       |
|  | Bahariasaurus (incluso Deltadromeus)                  |
|  |                                                       |

|  | Vespersaurus |
|  |              |
|  | Afromimus    |
|  |              |

|  | Velocisaurus  |
|  |               |
|  | Masiakasaurus |
|  |               |

|  | Abelisauridae |
|  |               |

|  | Velocisaurus  |
|  |               |
|  | Masiakasaurus |
|  |               |

|  | Abelisauridae |
|  |               |

|  | Vespersaurus |
|  |              |
|  | Afromimus    |
|  |              |

|  | Velocisaurus  |
|  |               |
|  | Masiakasaurus |
|  |               |

|  | Abelisauridae |
|  |               |

|  | Velocisaurus  |
|  |               |
|  | Masiakasaurus |
|  |               |

|  | Abelisauridae |
|  |               |

|  | Ligabueino                                            |
|  |                                                       |
|  | Berthasaura                                           |
|  |                                                       |
|  | MNN TIG6 (esemplare di riferimento di Spinostropheus) |
|  |                                                       |
|  | Taxon della Formazione Angeac-Charente                |
|  |                                                       |
|  | Limusaurus                                            |
|  |                                                       |
|  | Bahariasaurus (incluso Deltadromeus)                  |
|  |                                                       |

|  | Vespersaurus |
|  |              |
|  | Afromimus    |
|  |              |

|  | Velocisaurus  |
|  |               |
|  | Masiakasaurus |
|  |               |

|  | Abelisauridae |
|  |               |

|  | Velocisaurus  |
|  |               |
|  | Masiakasaurus |
|  |               |

|  | Abelisauridae |
|  |               |

|  | Vespersaurus |
|  |              |
|  | Afromimus    |
|  |              |

|  | Velocisaurus  |
|  |               |
|  | Masiakasaurus |
|  |               |

|  | Abelisauridae |
|  |               |

|  | Velocisaurus  |
|  |               |
|  | Masiakasaurus |
|  |               |

|  | Abelisauridae |
|  |               |

|  | Ligabueino                                            |
|  |                                                       |
|  | Berthasaura                                           |
|  |                                                       |
|  | MNN TIG6 (esemplare di riferimento di Spinostropheus) |
|  |                                                       |
|  | Taxon della Formazione Angeac-Charente                |
|  |                                                       |
|  | Limusaurus                                            |
|  |                                                       |
|  | Bahariasaurus (incluso Deltadromeus)                  |
|  |                                                       |

|  | Vespersaurus |
|  |              |
|  | Afromimus    |
|  |              |

|  | Velocisaurus  |
|  |               |
|  | Masiakasaurus |
|  |               |

|  | Abelisauridae |
|  |               |

|  | Velocisaurus  |
|  |               |
|  | Masiakasaurus |
|  |               |

|  | Abelisauridae |
|  |               |

|  | Vespersaurus |
|  |              |
|  | Afromimus    |
|  |              |

|  | Velocisaurus  |
|  |               |
|  | Masiakasaurus |
|  |               |

|  | Abelisauridae |
|  |               |

|  | Velocisaurus  |
|  |               |
|  | Masiakasaurus |
|  |               |

|  | Abelisauridae |
|  |               |

|  | PRC-NF-1-21 (taxon di grandi dimensioni dalla formazione Cabao) |
|  |                                                                 |
|  | Kiyacursor                                                      |
|  |                                                                 |

|  | Ligabueino                                            |
|  |                                                       |
|  | Berthasaura                                           |
|  |                                                       |
|  | MNN TIG6 (esemplare di riferimento di Spinostropheus) |
|  |                                                       |
|  | Taxon della Formazione Angeac-Charente                |
|  |                                                       |
|  | Limusaurus                                            |
|  |                                                       |
|  | Bahariasaurus (incluso Deltadromeus)                  |
|  |                                                       |

|  | Vespersaurus |
|  |              |
|  | Afromimus    |
|  |              |

|  | Velocisaurus  |
|  |               |
|  | Masiakasaurus |
|  |               |

|  | Abelisauridae |
|  |               |

|  | Velocisaurus  |
|  |               |
|  | Masiakasaurus |
|  |               |

|  | Abelisauridae |
|  |               |

|  | Vespersaurus |
|  |              |
|  | Afromimus    |
|  |              |

|  | Velocisaurus  |
|  |               |
|  | Masiakasaurus |
|  |               |

|  | Abelisauridae |
|  |               |

|  | Velocisaurus  |
|  |               |
|  | Masiakasaurus |
|  |               |

|  | Abelisauridae |
|  |               |

|  | Ligabueino                                            |
|  |                                                       |
|  | Berthasaura                                           |
|  |                                                       |
|  | MNN TIG6 (esemplare di riferimento di Spinostropheus) |
|  |                                                       |
|  | Taxon della Formazione Angeac-Charente                |
|  |                                                       |
|  | Limusaurus                                            |
|  |                                                       |
|  | Bahariasaurus (incluso Deltadromeus)                  |
|  |                                                       |

|  | Vespersaurus |
|  |              |
|  | Afromimus    |
|  |              |

|  | Velocisaurus  |
|  |               |
|  | Masiakasaurus |
|  |               |

|  | Abelisauridae |
|  |               |

|  | Velocisaurus  |
|  |               |
|  | Masiakasaurus |
|  |               |

|  | Abelisauridae |
|  |               |

|  | Vespersaurus |
|  |              |
|  | Afromimus    |
|  |              |

|  | Velocisaurus  |
|  |               |
|  | Masiakasaurus |
|  |               |

|  | Abelisauridae |
|  |               |

|  | Velocisaurus  |
|  |               |
|  | Masiakasaurus |
|  |               |

|  | Abelisauridae |
|  |               |

|  | Ligabueino                                            |
|  |                                                       |
|  | Berthasaura                                           |
|  |                                                       |
|  | MNN TIG6 (esemplare di riferimento di Spinostropheus) |
|  |                                                       |
|  | Taxon della Formazione Angeac-Charente                |
|  |                                                       |
|  | Limusaurus                                            |
|  |                                                       |
|  | Bahariasaurus (incluso Deltadromeus)                  |
|  |                                                       |

|  | Vespersaurus |
|  |              |
|  | Afromimus    |
|  |              |

|  | Velocisaurus  |
|  |               |
|  | Masiakasaurus |
|  |               |

|  | Abelisauridae |
|  |               |

|  | Velocisaurus  |
|  |               |
|  | Masiakasaurus |
|  |               |

|  | Abelisauridae |
|  |               |

|  | Vespersaurus |
|  |              |
|  | Afromimus    |
|  |              |

|  | Velocisaurus  |
|  |               |
|  | Masiakasaurus |
|  |               |

|  | Abelisauridae |
|  |               |

|  | Velocisaurus  |
|  |               |
|  | Masiakasaurus |
|  |               |

|  | Abelisauridae |
|  |               |

|  | Ligabueino                                            |
|  |                                                       |
|  | Berthasaura                                           |
|  |                                                       |
|  | MNN TIG6 (esemplare di riferimento di Spinostropheus) |
|  |                                                       |
|  | Taxon della Formazione Angeac-Charente                |
|  |                                                       |
|  | Limusaurus                                            |
|  |                                                       |
|  | Bahariasaurus (incluso Deltadromeus)                  |
|  |                                                       |

|  | Vespersaurus |
|  |              |
|  | Afromimus    |
|  |              |

|  | Velocisaurus  |
|  |               |
|  | Masiakasaurus |
|  |               |

|  | Abelisauridae |
|  |               |

|  | Velocisaurus  |
|  |               |
|  | Masiakasaurus |
|  |               |

|  | Abelisauridae |
|  |               |

|  | Vespersaurus |
|  |              |
|  | Afromimus    |
|  |              |

|  | Velocisaurus  |
|  |               |
|  | Masiakasaurus |
|  |               |

|  | Abelisauridae |
|  |               |

|  | Velocisaurus  |
|  |               |
|  | Masiakasaurus |
|  |               |

|  | Abelisauridae |
|  |               |

|  | Ligabueino                                            |
|  |                                                       |
|  | Berthasaura                                           |
|  |                                                       |
|  | MNN TIG6 (esemplare di riferimento di Spinostropheus) |
|  |                                                       |
|  | Taxon della Formazione Angeac-Charente                |
|  |                                                       |
|  | Limusaurus                                            |
|  |                                                       |
|  | Bahariasaurus (incluso Deltadromeus)                  |
|  |                                                       |

|  | Vespersaurus |
|  |              |
|  | Afromimus    |
|  |              |

|  | Velocisaurus  |
|  |               |
|  | Masiakasaurus |
|  |               |

|  | Abelisauridae |
|  |               |

|  | Velocisaurus  |
|  |               |
|  | Masiakasaurus |
|  |               |

|  | Abelisauridae |
|  |               |

|  | Vespersaurus |
|  |              |
|  | Afromimus    |
|  |              |

|  | Velocisaurus  |
|  |               |
|  | Masiakasaurus |
|  |               |

|  | Abelisauridae |
|  |               |

|  | Velocisaurus  |
|  |               |
|  | Masiakasaurus |
|  |               |

|  | Abelisauridae |
|  |               |

|  | Ligabueino                                            |
|  |                                                       |
|  | Berthasaura                                           |
|  |                                                       |
|  | MNN TIG6 (esemplare di riferimento di Spinostropheus) |
|  |                                                       |
|  | Taxon della Formazione Angeac-Charente                |
|  |                                                       |
|  | Limusaurus                                            |
|  |                                                       |
|  | Bahariasaurus (incluso Deltadromeus)                  |
|  |                                                       |

|  | Vespersaurus |
|  |              |
|  | Afromimus    |
|  |              |

|  | Velocisaurus  |
|  |               |
|  | Masiakasaurus |
|  |               |

|  | Abelisauridae |
|  |               |

|  | Velocisaurus  |
|  |               |
|  | Masiakasaurus |
|  |               |

|  | Abelisauridae |
|  |               |

|  | Vespersaurus |
|  |              |
|  | Afromimus    |
|  |              |

|  | Velocisaurus  |
|  |               |
|  | Masiakasaurus |
|  |               |

|  | Abelisauridae |
|  |               |

|  | Velocisaurus  |
|  |               |
|  | Masiakasaurus |
|  |               |

|  | Abelisauridae |
|  |               |

|  | Ligabueino                                            |
|  |                                                       |
|  | Berthasaura                                           |
|  |                                                       |
|  | MNN TIG6 (esemplare di riferimento di Spinostropheus) |
|  |                                                       |
|  | Taxon della Formazione Angeac-Charente                |
|  |                                                       |
|  | Limusaurus                                            |
|  |                                                       |
|  | Bahariasaurus (incluso Deltadromeus)                  |
|  |                                                       |

|  | Vespersaurus |
|  |              |
|  | Afromimus    |
|  |              |

|  | Velocisaurus  |
|  |               |
|  | Masiakasaurus |
|  |               |

|  | Abelisauridae |
|  |               |

|  | Velocisaurus  |
|  |               |
|  | Masiakasaurus |
|  |               |

|  | Abelisauridae |
|  |               |

|  | Vespersaurus |
|  |              |
|  | Afromimus    |
|  |              |

|  | Velocisaurus  |
|  |               |
|  | Masiakasaurus |
|  |               |

|  | Abelisauridae |
|  |               |

|  | Velocisaurus  |
|  |               |
|  | Masiakasaurus |
|  |               |

|  | Abelisauridae |
|  |               |

|  | Ligabueino                                            |
|  |                                                       |
|  | Berthasaura                                           |
|  |                                                       |
|  | MNN TIG6 (esemplare di riferimento di Spinostropheus) |
|  |                                                       |
|  | Taxon della Formazione Angeac-Charente                |
|  |                                                       |
|  | Limusaurus                                            |
|  |                                                       |
|  | Bahariasaurus (incluso Deltadromeus)                  |
|  |                                                       |

|  | Vespersaurus |
|  |              |
|  | Afromimus    |
|  |              |

|  | Velocisaurus  |
|  |               |
|  | Masiakasaurus |
|  |               |

|  | Abelisauridae |
|  |               |

|  | Velocisaurus  |
|  |               |
|  | Masiakasaurus |
|  |               |

|  | Abelisauridae |
|  |               |

|  | Vespersaurus |
|  |              |
|  | Afromimus    |
|  |              |

|  | Velocisaurus  |
|  |               |
|  | Masiakasaurus |
|  |               |

|  | Abelisauridae |
|  |               |

|  | Velocisaurus  |
|  |               |
|  | Masiakasaurus |
|  |               |

|  | Abelisauridae |
|  |               |

## Paleoecologia

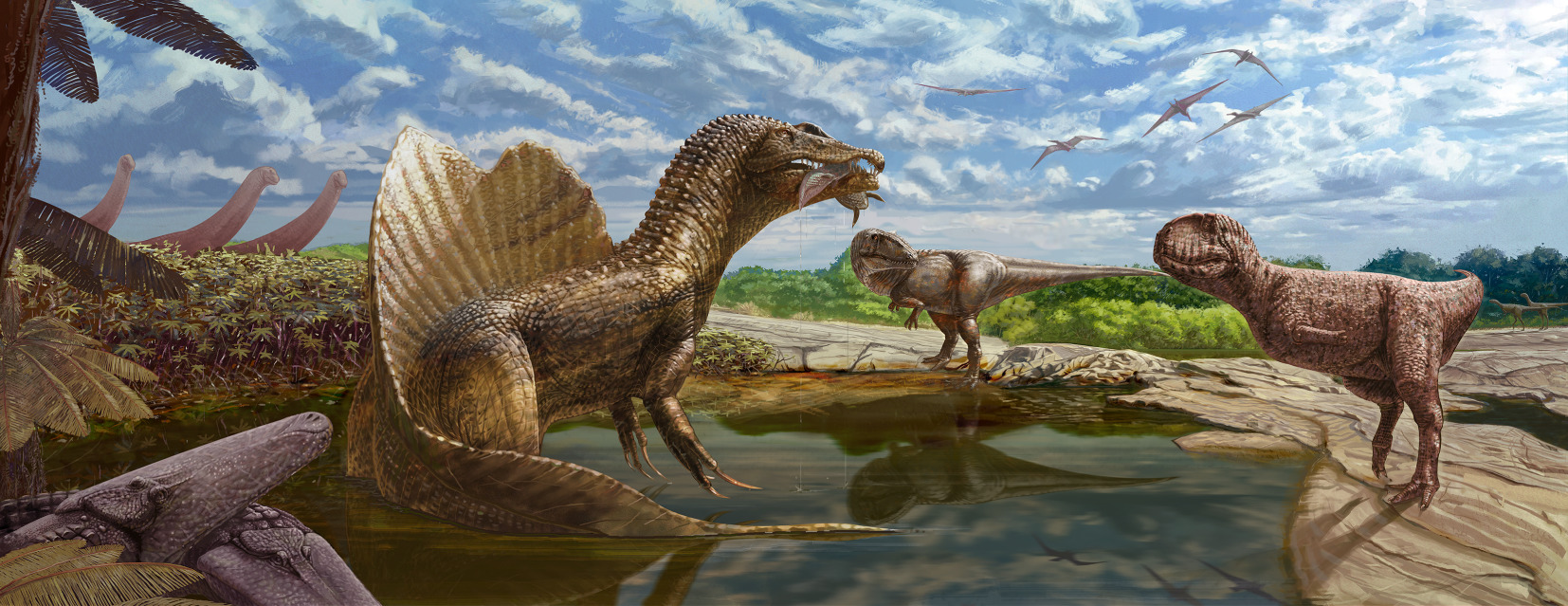
Ricostruzione di Bahariasaurus come un abelisauroide (sullo sfondo all'estrema destra), con altri animali contemporanei della Formazione Bahariya

Bahariasaurus rappresenta uno dei quattro teropodi giganti noti dalla Formazione Bahariya, insieme al carcharodontosauride Tameryraptor (originariamente assegnato a Carcharodontosaurus) e agli spinosauridi Spinosaurus e Sigilmassasaurus (sebbene la validità di quest'ultimo sia discussa). La presenza di quattro superpredatori nello stesso ambiente suggerisce che questi animali occupassero nicchie ecologiche molto differenti, in modo da non competere direttamente per le stesse risorse e limitare la competizione. Tuttavia, se Bahariasaurus fosse effettivamente un abelisauroide, sarebbe imparentato con taxa interpretati come erbivori o onnivori, il che implicherebbe una minima competizione alimentare con i teropodi faunivori coevi.